# In se magna ruunt
In se magna ruunt è una locuzione latina che viene tradotta  in lingua italiana come Le cose grandi crollano su se stesse. La frase è tratta dalla Pharsalia (I,81) del celebre poeta romano Marco Anneo Lucano. 
L'autore con questa breve massima voleva indicare lo stato di disfacimento e decadenza del Mos Maiorum a cui era giunto l'impero romano al suo tempo proprio a causa ,secondo l'avviso del poeta, della sua eccessiva grandezza e ricchezza che aveva rovinato la laboriosità italica e i suoi costumi.